# ІЖ-94
ІЖ-94 (також відома як МЗ-94) російська двоствольна рушниця.

## Історія
ІЖ-94 було розроблено в 1992 році на базі рушниці ІЖ-27.
У вересні 2008 року вся зброя Іжевського механічного заводу була перейменована з ІЖ-94 на МЗ-94 (Механічний завод-94).

## Конструкція
ІЖ-94 це двоствольна безкуркова рушниця з вертикальним розташуванням стволів. Стволи знімні. Рушниця створена на базі рушниці ІЖ-27M.
Ложа та цівка з горіху або буку.
Всі варіанти ІЖ-94 мають механічні приціли, а також базу для оптичного прицілу.

## Варіанти
- ИЖ-94 — гладкоствольна рушниця
- ИЖ-94 «Север» — комбінована рушниця, гладкий ствол .20 калібру, нарізний — 5,6 мм (.22 LR,[2] .22 WMR або 5,6×39 мм)[1]
- ИЖ-94 «Тайга» — комбінована рушниця, гладкий ствол .12 калібру (.12/70 мм або .12/76 мм Magnum) нарізний — 7,62 мм (7.62×39 мм, .308 Winchester або 7.62×54mmR)[1]
- ИЖ-94 «Экспресс» — двоствольна гвинтівка
- ИЖ-94 «Скаут» — легка комбінована зброя (2.76 кг), .410 калібр та .22 LR. Перша гвинтівка була представлена в січні 2002 року.[4]

## Користувачі
- Білорусь — цивільна мисливська зброя[5]
- Казахстан — цивільна мисливська зброя[6]
- Російська Федерація[7] — цивільна мисливська зброя[1]
- Україна — цивільна мисливська зброя[8]
- США — імпортувалася для цивільного ринку, ІЖ-94 продавали під назвою Remington SPR94[9] and IZh-94 were sold as the Remington SPR94[10]

## Музейні екземпляри
- одна рушниця ІЖ-94 знаходиться в колекції Тульського державного музею зброї в Тульському кремлі.[11]